# Ernst Werner Techow
Ernst Werner Techow (* 12. Oktober 1901 in Berlin; † 9. Mai 1945 in Königsbrück) war ein deutscher Redakteur, Fotograf und Angestellter. Er gehörte während der Weimarer Republik der rechtsextremen bzw. rechtsterroristischen Organisation Consul (O.C.) an und steuerte beim Attentat auf Walther Rathenau am 24. Juni 1922 den Wagen, aus dem heraus seine Mittäter Hermann Fischer und Erwin Kern den Reichsaußenminister töteten. Techow blieb nach seiner Haftentlassung in Deutschland und verschwand weitgehend in der Anonymität. Um ihn rankt sich die Legende, er habe während des Zweiten Weltkrieges als Hauptmann der Légion étrangère mehrere Hundert Juden vor der Verfolgung gerettet.

## Biographie

### Mitglied rechtsradikaler Verbände
Während Techows Großvater, der preußische Offizier Gustav Techow, wegen seiner Unterstützung der Revolutionäre der Deutschen Revolution von 1848/49 ins australische Exil gehen musste, war Techows Vater in Berlin geblieben und dort Magistratsbeamter geworden. Ernst Werner Techow besuchte das Arndt-Gymnasium Dahlem und meldete sich 1918 noch freiwillig zum Kriegseinsatz. Er wurde in der Marineschule Mürwik als Seekadett ausgebildet. Bald nach Kriegsende geriet er in völkische und gegenrevolutionäre Kreise. Er schloss sich 1919 der 1. Marine-Brigade von Rohden an und 1919/20 der Sturmkompanie der Marine-Brigade Ehrhardt. Er nahm am Kapp-Putsch teil und gehörte dem Deutschvölkischen Schutz- und Trutzbund an.

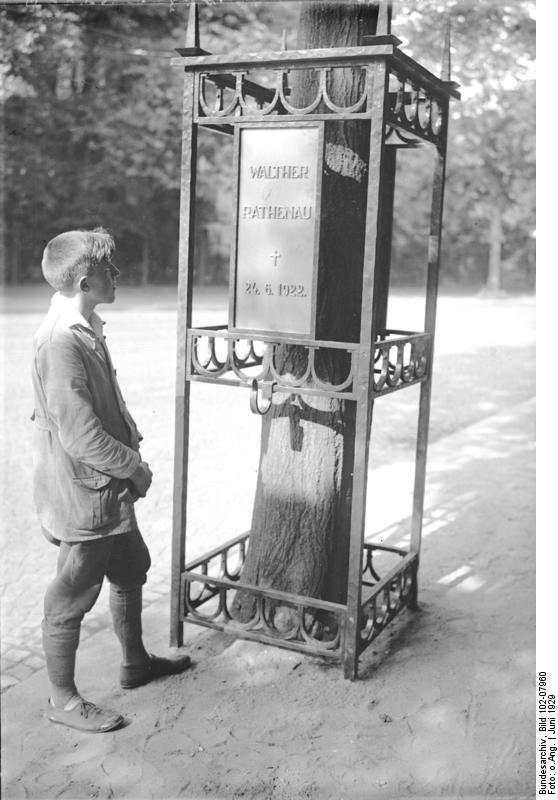
Walter-Rathenau-Gedenktafel am Tatort (1929)

Techow begann ein Studium des Maschinenbaus an der Technischen Hochschule Berlin und wurde Mitglied des Corps Teutonia Berlin (WSC). Als Mitglied der Berliner Ortsgruppe der O.C., einer Nachfolgeorganisation der Brigade Ehrhardt, erledigte er Kurierdienste. Er und sein jüngerer Bruder Hans Gerd Techow stellten für die eigentlichen Attentäter Fischer und Kern Verbindungen zu Berliner Gesinnungsgenossen her. Kern und Fischer waren von der O.C. beauftragt, die Ermordung Rathenaus in Eigenregie zu organisieren, und bezogen die Techows in die Attentatsplanung ein, um nach dem gescheiterten Attentat der O.C. auf Philipp Scheidemann am 4. Juni 1922 keine weitere Zeit zu verlieren. Kern hatte mit Techow in der Brigade Ehrhardt gedient. Ernst Werner Techow beschaffte und wartete das Tatfahrzeug und war als Ortskundiger maßgeblich an der Auswahl des Ortes des Attentats beteiligt. Gleichwohl wurde er eher zufällig von Kern als Fahrer eingeteilt und leistete dem Befehl wohl vor allem wegen der in der O.C. herrschenden Disziplin Folge. Der Historiker Martin Sabrow hält ihn für den geheimnisvollen anonymen Informanten, der einem katholischen Priester im Vorfeld die Attentatspläne beichtete. Der Pfarrer ließ Rathenau über Reichskanzler Joseph Wirth noch einmal eindringlich, wenngleich vergebens warnen.

### Der Mord an Walther Rathenau
Am Morgen des 24. Juni 1922 verfolgte Techow als Fahrer eines offenen Mercedes-Tourenwagens mit Fischer und Kern im Fond den ebenfalls offenen Wagen Rathenaus, der sich auf dem Weg von seiner Villa im Grunewald ins Auswärtige Amt befand, auf der Koenigsallee. Techow hielt zunächst eine Geschwindigkeit von ca. 30 km/h und 200 Meter Abstand. Als Rathenaus Chauffeur kurz vor Halensee vor einer S-Kurve abbremsen musste, überholte Techow. Als er um etwa eine halbe Wagenlänge voraus war, bremste er ab, um Kern und Fischer Gelegenheit zu geben, mit einer Maschinenpistole auf den im Fond sitzenden Minister zu schießen und außerdem eine Handgranate zu werfen. Der von fünf Schüssen tödlich getroffene Rathenau war von dem Anschlag offenbar völlig überrascht worden, und auch sein Chauffeur hatte von der Verfolgung durch die Attentäter nichts bemerkt.

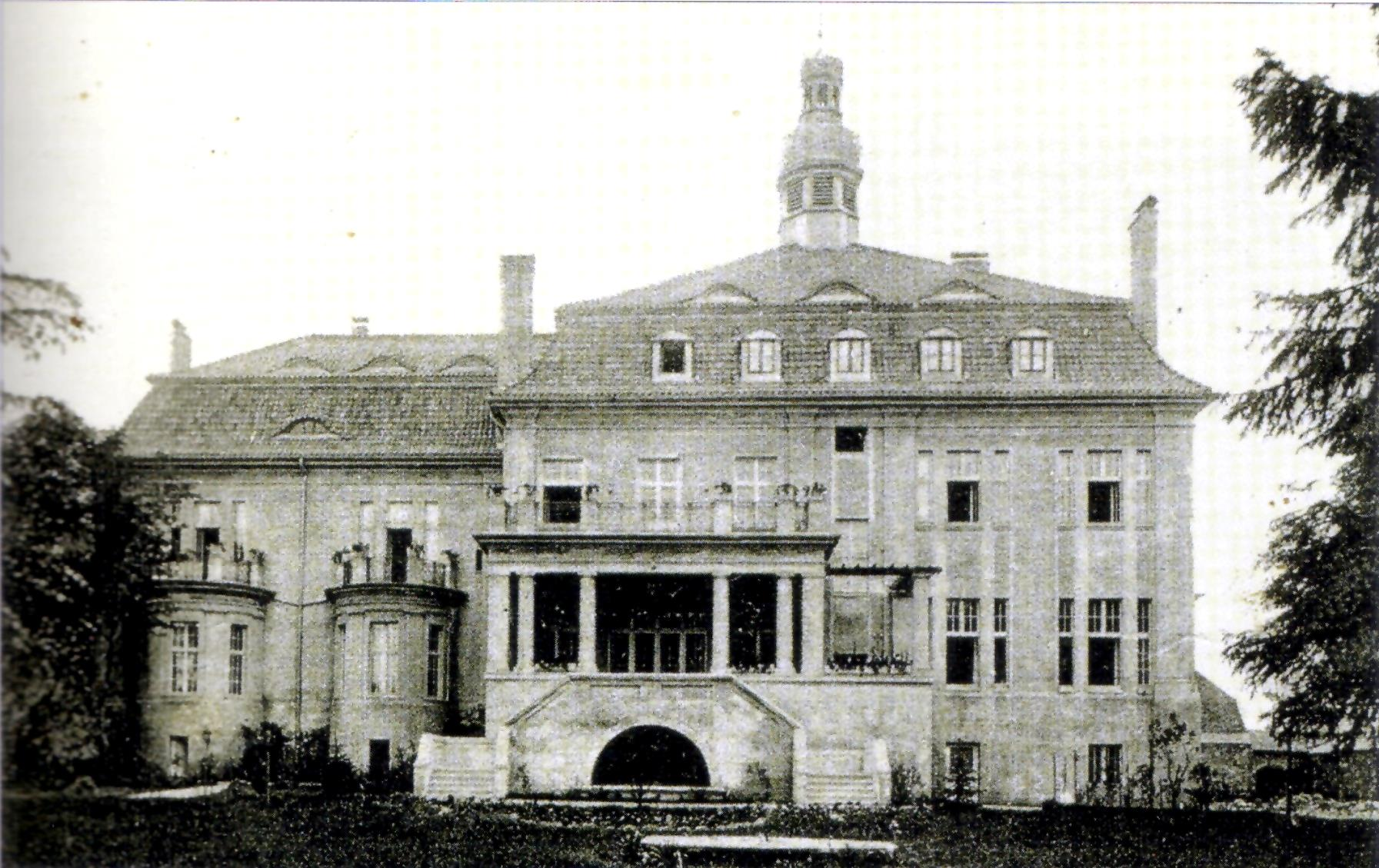
Gut Biegen, wo Techow am 29. Juni 1922 verhaftet wurde

Ein Mitwisser, der sich seiner Tatbeteiligung gebrüstet hatte, wurde bereits am 26. Juni verhaftet und legte ein umfassendes Geständnis ab. Noch am 27. Juni 1922 wurde Hans Gerd Techow verhaftet und der Tatwagen sichergestellt. Ernst Werner Techow hingegen hatte sich noch am 24. Juni nach Halle an der Saale begeben und war von dort über Jena und Erfurt auf das Gut Biegen bei Jacobsdorf nahe Frankfurt an der Oder gefahren, das seinem Onkel Erwin Behrens gehörte. Als die Polizei am 29. Juni einen Fahndungsaufruf veröffentlichte, hielt Behrens seinen Neffen bis zum Eintreffen der Polizei fest. Techow gestand noch am folgenden Tag seine Tatbeteiligung.

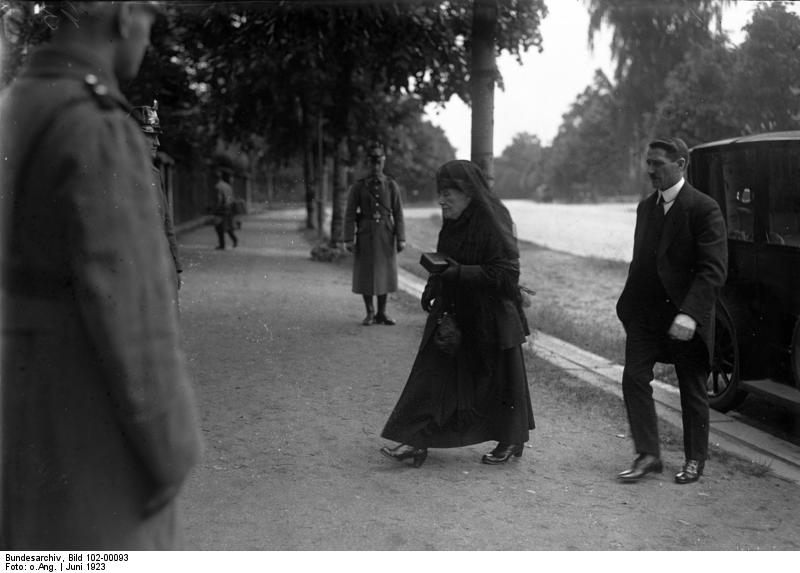
Mathilde Rathenau auf dem Weg zur Eröffnung des Walther-Rathenau-Museums in dessen Villa (Juni 1923)

Gegen Techow und zwölf Mitverschwörer, darunter Hans Gerd Techow, Ernst von Salomon, Karl Tillessen und Hartmut Plaas, wurde vom 3. bis zum 14. Oktober 1922 vor dem Leipziger Staatsgerichtshof zum Schutze der Republik verhandelt. Nach dem Tod Kerns und Fischers auf der Flucht war Ernst Werner Techow der einzige, der des Mordes angeklagt wurde. Der Öffentlichkeit erschien er nach einer kolportierten Charakterisierung Kerns als „ein schicker Bengel, der macht und nicht fragt“. Er entging der Todesstrafe, nachdem er am letzten Prozesstag unter Tränen ausgesagt hatte, er sei von Kern mit dem Tod bedroht worden, wenn er nicht mitmache. Zur Milde mag auch ein Brief der Mutter Rathenaus, Mathilde Rathenau, an Techows Mutter Gertrud beigetragen haben, in welchem sie dem Mörder im Namen und Geist des Ermordeten verzieh, wenn dieser gestehen und bereuen wolle. Techow wurde wegen Beihilfe zum Mord zur gesetzlichen Höchststrafe von 15 Jahren Zuchthaus verurteilt.

### Nationalsozialistischer Renegat

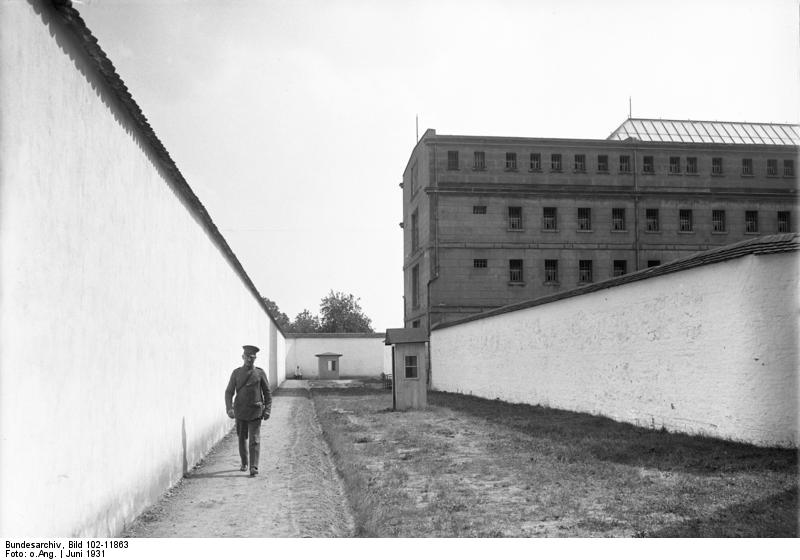
Zuchthaus Sonnenburg, patrouillierender Beamter (Juni 1931)

Ernst Werner Techow verbüßte seine Strafe anfangs im Zuchthaus Sonnenburg, später im „Roten Ochsen“ in Halle (Saale). Nachdem seine Strafe im Rahmen der Koch-Amnestie 1928 halbiert worden war, wurde er im Januar 1930 entlassen. Techow war während seiner Haftzeit in Kontakt zu rechtsradikalen Kreisen geblieben. Joseph Goebbels besuchte ihn mehrfach im Gefängnis. Der Stahlhelm und die Ortsgruppe Halle der NSDAP marschierten anlässlich Techows Entlassung mit Spielmannszügen durch die Stadt, um ihn in der Freiheit zu empfangen.
Techow bemühte sich zunächst um einen Studienplatz für Landwirtschaft an der Universität Jena, trat dann aber Anfang 1931 in die NSDAP und in die Redaktion der NS-Zeitung Der Angriff ein. Bei der Neuorganisation der Berliner SA wurde er am 1. März 1931 Motor-Sturmbannführer. Während des sogenannten Stennes-Putsches der Berliner SA gehörte er zu den Aufrührern gegen Gauleiter Goebbels. Ernst von Salomon behauptet dazu, Techow habe Goebbels geohrfeigt und dabei geschrien: „Wegen Euch Schweinehunden haben wir Rathenau nicht erschossen!“ Techow wurde aus der NSDAP ausgeschlossen und beim Angriff fristlos entlassen. Ein Überwachungsbericht der Polizei berichtete im April 1931, Techow lasse sich sehr ungünstig über Adolf Hitler aus und bezeichne diesen als „den größten Wortbrecher“.

### Während des Nationalsozialismus (1933–1945)
Techow trat zuletzt Ende Oktober 1933 öffentlich in Erscheinung, als in Saaleck ein neues Grabmal für Fischer und Kern eingeweiht wurde. Er bestritt seinen Lebensunterhalt fortan als Fotograf, Bankangestellter und Angestellter der Deutschen Umsiedlungs-Treuhand-Gesellschaft. Angeblich meldete er sich auch zu einem Offizierskurs in Döberitz an, es heißt aber, er sei auf Betreiben Goebbels’ ausgeschlossen worden. Im Mai 1941 wurde er als Kraftfahrobermaat zur Kriegsmarine eingezogen. Er wurde einer Marinekriegsberichterkompanie in Kiel zugeteilt und zum Marineartilleriefeldwebel und Sonderführer befördert. Bei einem Schiffsuntergang im Finnischen Meerbusen im Oktober 1942 erlitt Techow so schwere Verbrennungen, dass er im August 1943 aus der Marine entlassen wurde.
Gegen Ende des Krieges wurde Techow noch zum Volkssturm eingezogen. In einem Brief an das Münchner Institut für Zeitgeschichte behauptete Ernst von Salomon, dass Techow am 9. Mai 1945 nach der Verteidigung eines letzten Postens in einer Dresdner Vorstadt von der Roten Armee gefangen genommen worden sei. Als er aus der Reihe getreten sei, um einem Kameraden zu helfen, habe ihn ein Posten mit einem Spaten erschlagen. Beurkundet ist Techows Tod auf dem Truppenübungsplatz Königsbrück.

## Die Tessier-Legende

### Entstehung
Im April 1943 erschien in Harper’s Magazine der Artikel My favorite Assassin des Journalisten George W. Herald. Darin berichtete Herald, er habe Ernst Werner Techow im Februar 1940 unter dem Namen Tessier im Rang eines Hauptmanns der französischen Fremdenlegion in Fort Flatters an der libyschen Grenze getroffen. Techow-Tessier habe akzentfrei Französisch gesprochen und sei ein Kenner jüdischer Geschichte und Literatur gewesen. Er habe sich offenbart, als Herald ihm den Legionär Rathenau vorstellte, einen Neffen Walther Rathenaus. Techow-Tessier habe den Brief von Rathenaus Mutter hervorgezogen und erzählt, dass er sich nach seiner vorzeitigen Entlassung 1927 dem Judentum geöffnet habe, in die Fremdenlegion eingetreten sei und in Marokko, Syrien und Indochina mit Auszeichnung gedient habe. Im Februar 1941, so berichtet Herald weiter, habe er Techow-Tessier in Marseille wieder getroffen, wo dieser Ausreisevisa für Juden besorgt habe und als „Ein-Mann-Hilfswerk“ bereits 700 Personen gerettet habe.
Diesen Stoff mit der Begegnung Techow-Tessiers mit dem Neffen Rathenaus verarbeitete der Autor Horst Behrend zu dem Stück Hauptmann Tessier, das 1953 von der West-Berliner Vaganten Bühne aufgeführt wurde. Die Kritik bescheinigte dem Stück, das kein Erfolg wurde, wohlmeinende Absicht und klischeehafte Darstellung. Der Historiker Martin Sabrow bezeichnet die Fiktion der angeblichen Konversion Techows zu Tessier als „Idealbild gelebter re-education“, in welcher die nationalsozialistische Judenverfolgung und Shoa als Sündenfall und Bewährungsfall zugleich tätige Reue ermöglicht hätten.

### Hintergrund
Schon früh wurden Zweifel an der Authentizität der Legende laut. Schließlich hatte Techow noch 1934 eine apologetische Broschüre unter dem Titel Gemeiner Mörder?! veröffentlicht. Kritiker vermerkten, dass Rathenau keinen Neffen hatte. Varian Fry und Golo Mann vom Emergency Rescue Committee, die 1940 in Marseille die Flucht vieler Verfolgter organisiert hatten, kannten keinen Tessier. Techows älterer Bruder bestritt, dass Ernst Werner in der Fremdenlegion gewesen sei.
Allerdings berichtete Hans W. Rathenau, Sohn eines Vetters Walther Rathenaus, in seinen unveröffentlichten Lebenserinnerungen von 1964, er sei 1940 in der Durchgangskaserne der Fremdenlegion Fort Saint-Jean in Marseille von einem Unteroffizier Veroff angesprochen worden, der sich als Ernst Werner Techow zu erkennen gegeben habe. Auf diese Begegnung führt Sabrow die Techow-Tessier-Story Heralds zurück. Herald hatte 1939 selber der Fremdenlegion angehört und war im Juni 1940 im selben Monat im algerischen Hauptquartier der Legion gewesen wie Hans Rathenau, der dort dem Kommandanten über seine Begegnung mit Veroff berichtete. Herald habe daraus die Tessier-Legende gesponnen. Allerdings war Veroff ein hasserfüllter, antisemitischer Vorgesetzter, der Rathenau schikanierte. Laut Sabrow war Hans Rathenau einem Schwindler aufgesessen, der sich fälschlich als Techow ausgegeben und dabei den Nimbus der Fremdenlegion als Zufluchtsstätte der Verfemten zu Nutze gemacht habe.

## Schriften
- „Gemeiner Mörder?“ Das Rathenau-Attentat (= Nationale Zeitfragen, Band 3), Schroll, Leipzig 1934, OCLC 48455102.
- Die alte Heimat. Beschreibung des Waldviertels um Döllersheim. Ernst-Werner Techow. Hrsg.: Deutscher Auslandssiedlungsgesellschaft Berlin. Sudetenland Verlag- und Druckerei GmbH, Eger 1942.